# Teofil antiochiai pátriárka
Antiochiai Szent Teofil, görögösen Theophilosz (ógörögül: Θεόφιλος ὁ Ἀντιοχεύς), (? – 183. október 18.) Antiochia pátriárkája 169-től haláláig, ókeresztény író, apologéta.
Életéről mindössze annyit tudunk, hogy Antiochia püspöke volt, s a pogány hitről tért át a keresztény vallásra. Több vitairatot írt görög nyelven, melyek közül egy, egy bizonyos Autolükosz ellen, aki a keresztényeket kigúnyolta.

## Autolükoszhoz
A mű három, egymással lazán összefüggő könyvből áll, melyek közül az első kettő élénk, párbeszédszerű hangnemben íródott, a harmadik pedig levélformában. Idézett kronológiai számításai szerint munkáját 180 körül írhatta.
A keresztények belső liturgikus életéről - mely a pogányokat leginkább izgatta - keveset ír.
A keresztény Istenképet viszont csak "belülről", a megtérés után tartja a pogányok számára megközelíthetőnek. Autolükosz magatartásának bírálata után áttér a pogány vallás kritikájára. 

## Munkássága
Ő volt az első keresztény író, aki a Szentháromságra a triasz (hármasság) kifejezést használta, bár szentháromságtana a korábbiakhoz képest nem jelent fejlődést. A semmiből való teremtés tételének megfogalmazásában azonban sokkal egyértelműbb, mint Szent Jusztinusz.
Egyesek az antiochiai exegetikai iskola első képviselőjének tekintik. Kommentárjai érintik mind az ó-, mind az újszövetségi könyveket. Az általa említett művek, műfajok, (eretnek) szerzők a kortárs és közel kortárs szerzőknél is feltűnnek, ami aktuaitását, frissességét bizonyítja. Magát Theophiloszt is idézték már igen korán.

## Külső hivatkozások
- Autolükoszhoz (részletek)
- Perendy László: Az egyházatyák Szentírás-magyarázata (Theológia, 2008/1-2, 34-39.)[halott link]
- Rados Tamás: Antiochiai Szent Teofil apologiája; Győri Hírlap Ny., Pannonhalma, 1929
- Perendy László: Antiokhiai katekézis a II. század végén. Theophilosz püspök munkássága; Jel, Bp., 2012 (Litteratura patristica)